# Federación de Fútbol de las Islas Salomón
La Federación de Fútbol de las Islas Salomón organiza las competiciones futbolísticas del país y a la selección nacional de fútbol. Fue fundada en 1978. Desde 1988 está afiliada a la FIFA y a la OFC. Organiza el torneo S-League, la Copa Islas Salomón, además de administrar la Selección de fútbol de Islas Salomón, administra  la Selección de fútbol sala de las Islas Salomón y la Selección de fútbol playa de las Islas Salomón, estos dos últimos acostumbran ser los representantes de la OFC en los torneos FIFA.
En 2013 la OFC y la FIFA establecieron un comité normalizador para regular el correcto crecimiento del fútbol en el país y la administración de la federación.

## Selección nacional
Su máximo hito fue quedar finalista en la Copa de las Naciones de la OFC de 2004 ante Australia. Hoy en día en una de las selecciones de mayor nivel de Oceanía.